# My Capricorni
My Capricorni (μ Capricorni, förkortat My Cap, μ Cap) som är stjärnans Bayerbeteckning, är en ensam stjärna belägen i den nordöstra delen av stjärnbilden Stenbocken. Den har en skenbar magnitud på 5,08 och är synlig för blotta ögat där ljusföroreningar ej förekommer. Baserat på parallaxmätning inom Hipparcosuppdraget på ca 37,6 mas, beräknas den befinna sig på ett avstånd av ca 87 ljusår (ca 27 parsek) från solen.

## Egenskaper
Lambda Capricorni är en gulvit stjärna i huvudserien av spektralklass F2 V. Den har en massa som är ca 30 procent större än solens massa, en radie som är ca 1,8 gånger större än solens och har en effektiv temperatur på ca 6 900 K. Med en ålder på ca 1,6 miljarder år roterar den snabbt med en projicerad rotationshastighet på ca 69 km/s.